# Hydrelia ornata
Hydrelia ornata là một loài bướm đêm trong họ Geometridae.